# Canionul râului Blyde

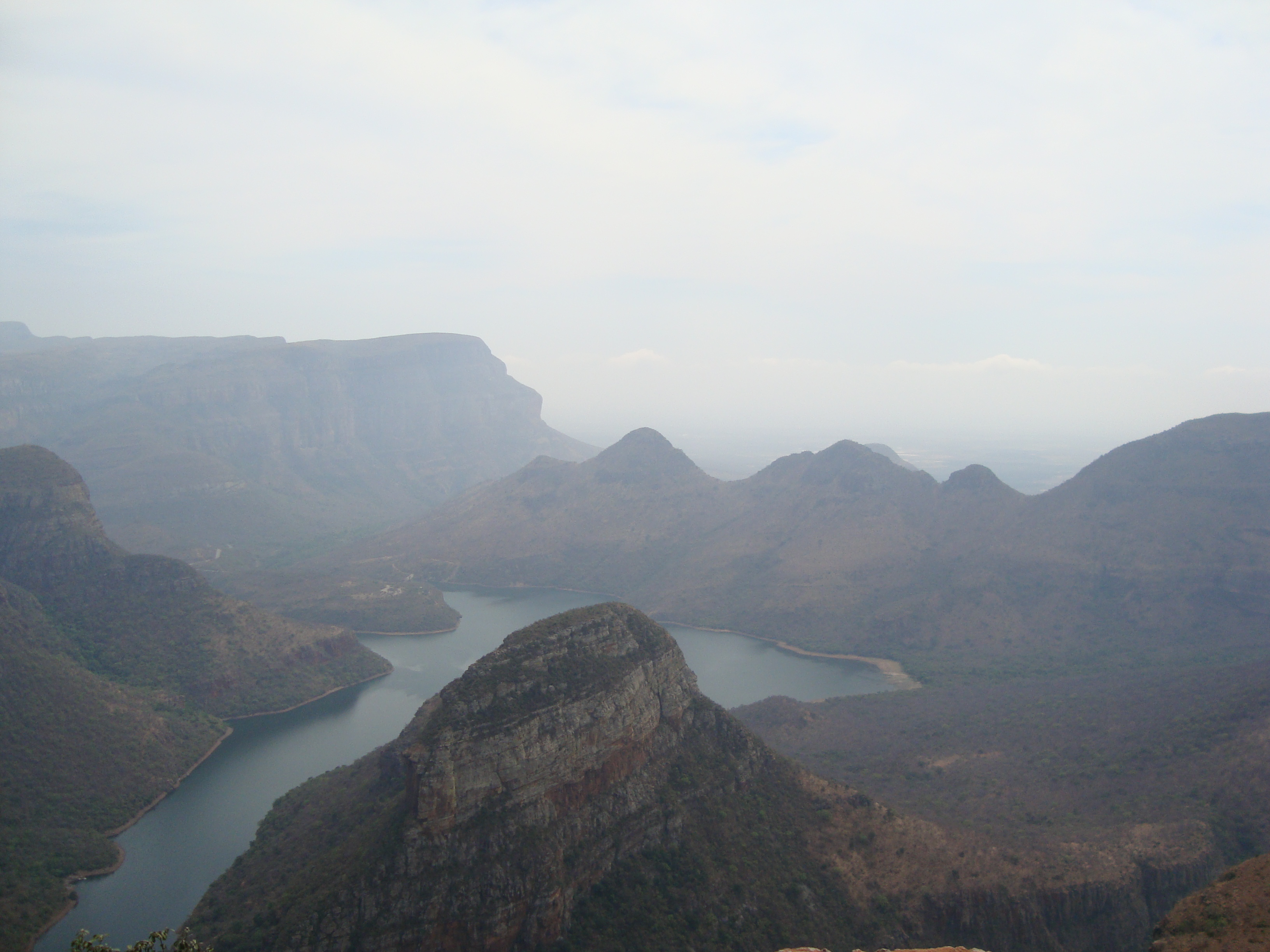
Canionul râului Blyde, Africa de Sud, foto: martie 2008.

Canionul râului Blyde este una dintre cele mai importante atracții turistice din Republica Africa de Sud. Este situat în provincia Mpumalanga, în partea de nord a Munților Scorpiei. Are o lungime de 26 de kilometri și o adâncime medie de 800 de metri. Este săpat predominant în gresii. Cel mai înalt punct al canionului, Mariepskop, se află la altitudinea de 1944 m, iar cel mai jos, acolo unde râul iese din canion, se află la 560 de metri deasupra nivelului mării. Este al treilea canion ca mărime pa glob, după Marele Canion al fluviului Colorado din Statele Unite ale Americii și canionul râului Fish din Namibia și este considerat a fi una din marile minuni ale naturii de pe continentul african.  Este fără îndoială cel mai mare canion „verde” de pe glob, datorită vegetației subtropicale luxuriante. Adăpostește o faună bogată: numeroase specii de pești, crocodili, hipopotami, antilope și toate speciile de maimuțe întâlnite în Africa de Sud. Canionul și regiunea învecinată din Munții Drakensberg (Scorpiei) atrage un mare număr de turiști și beneficiază de o infrastructură bine pusă la punct.

## Galerie de imagini

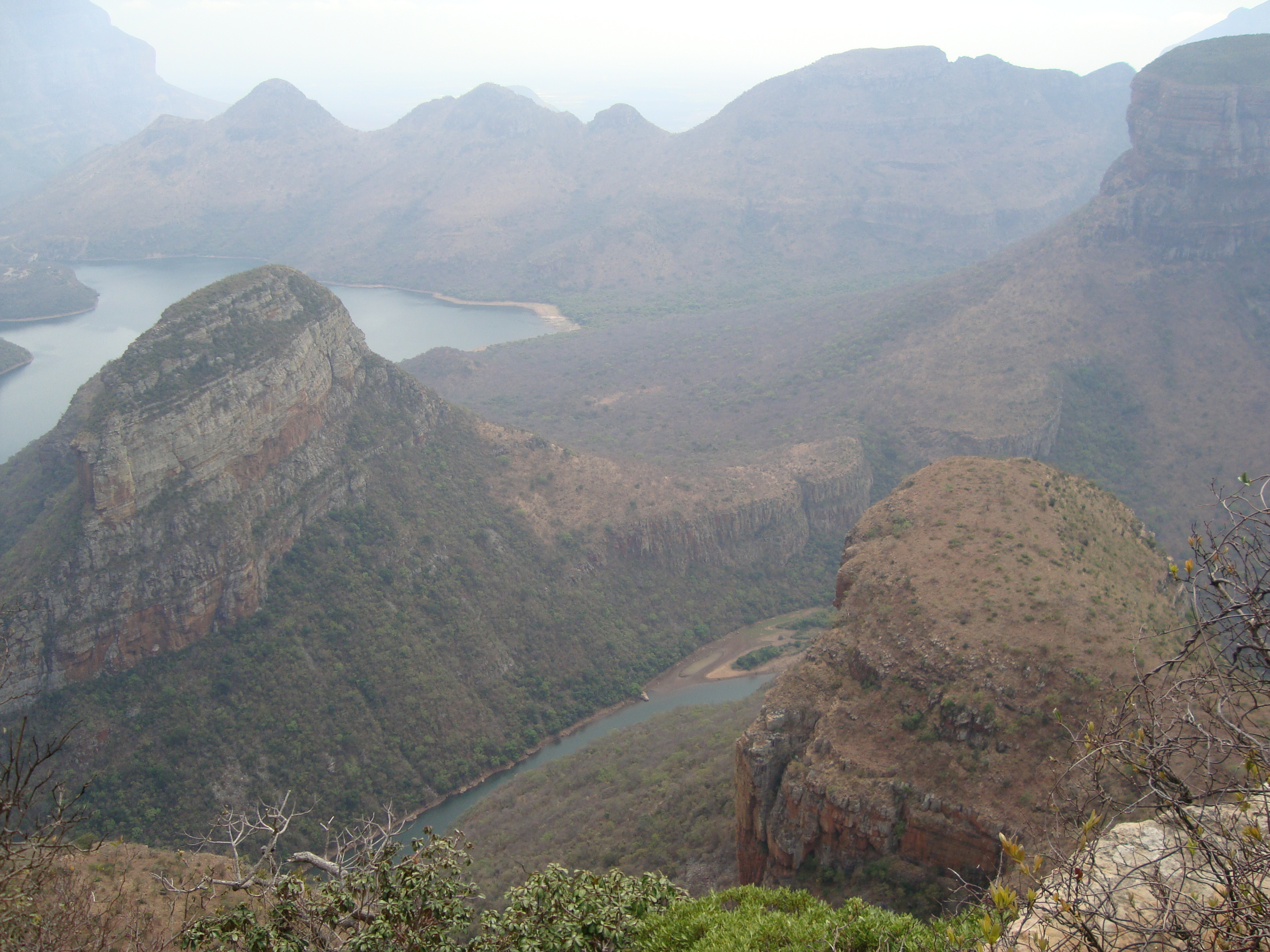
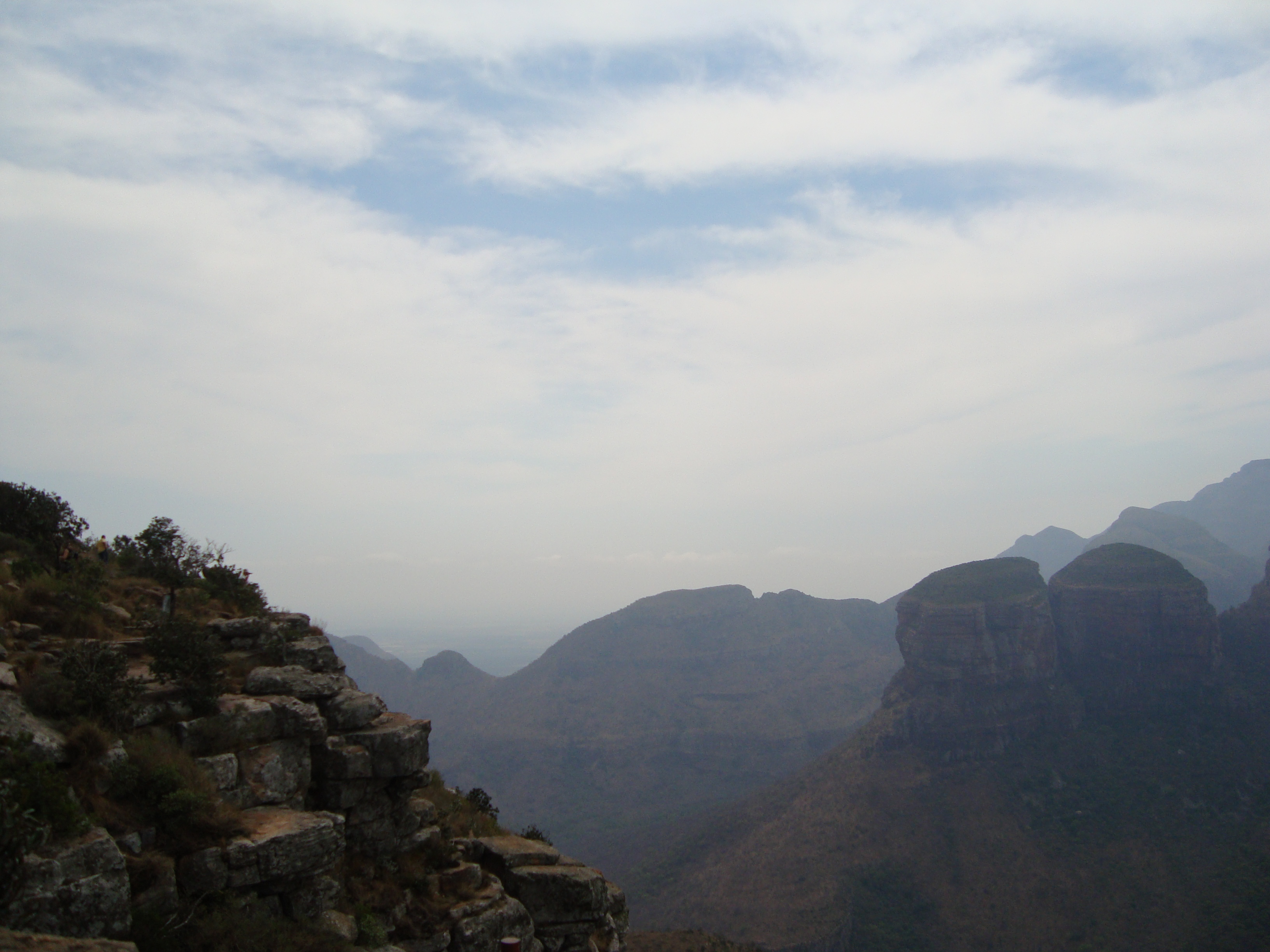
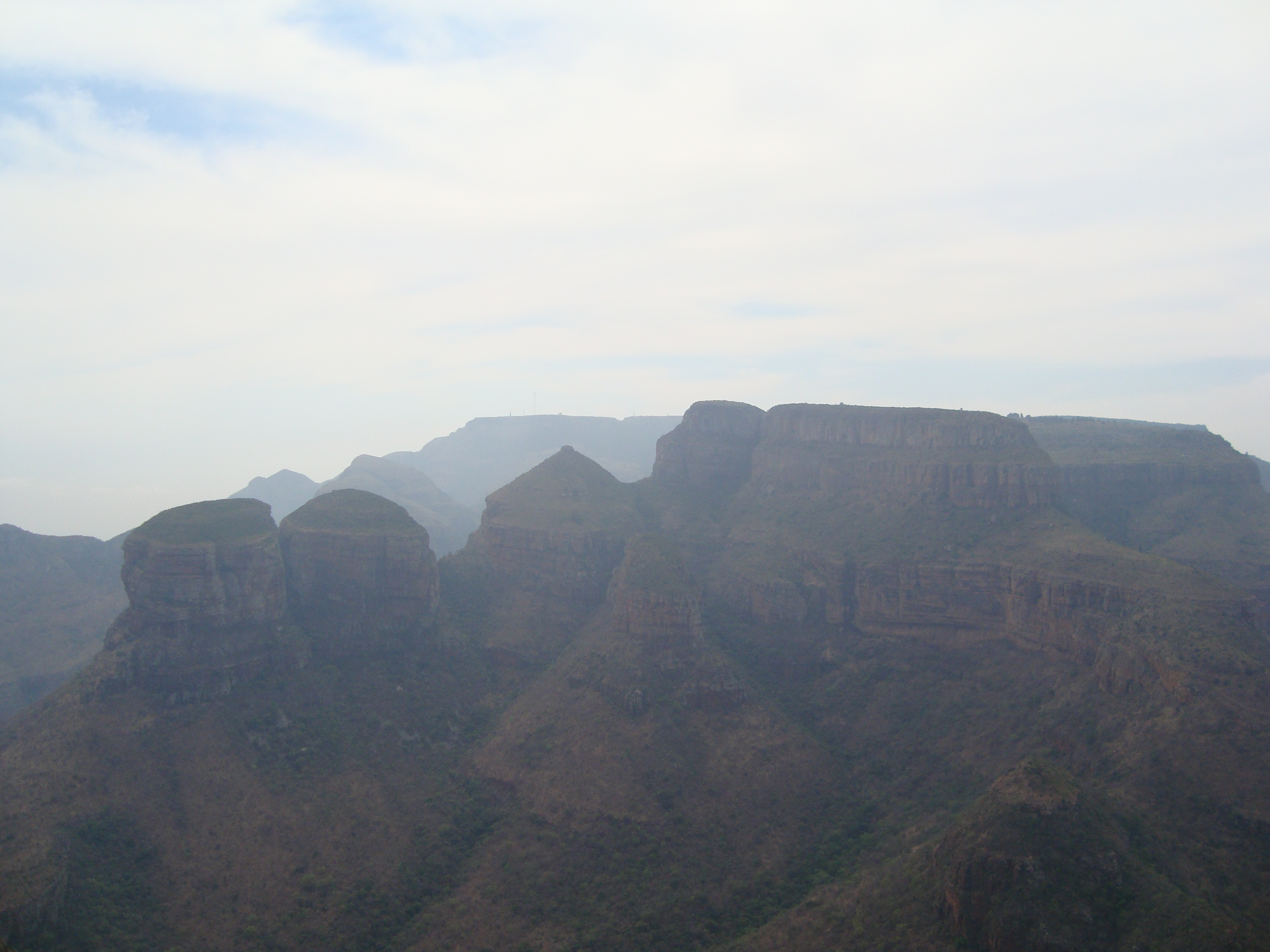
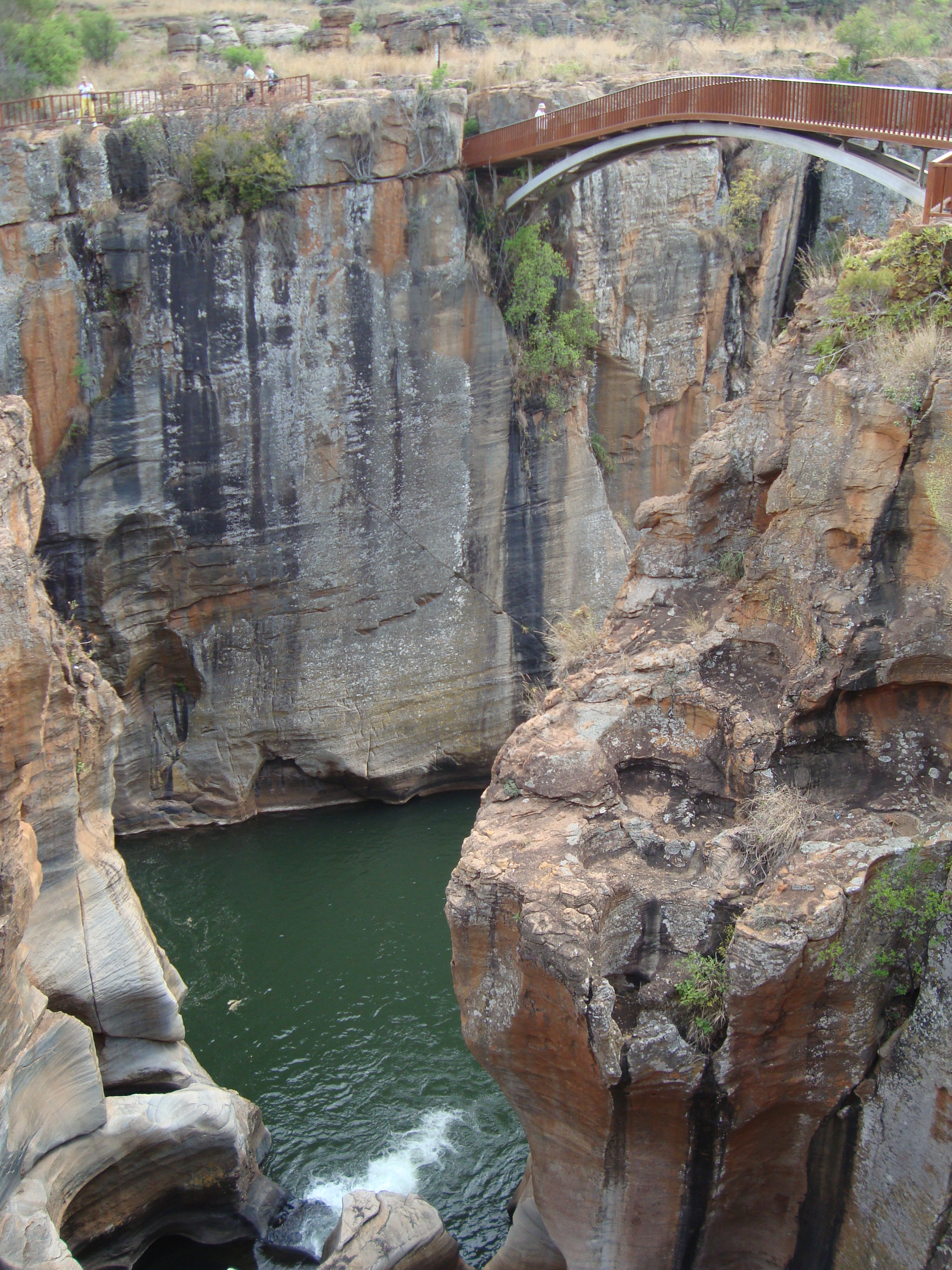
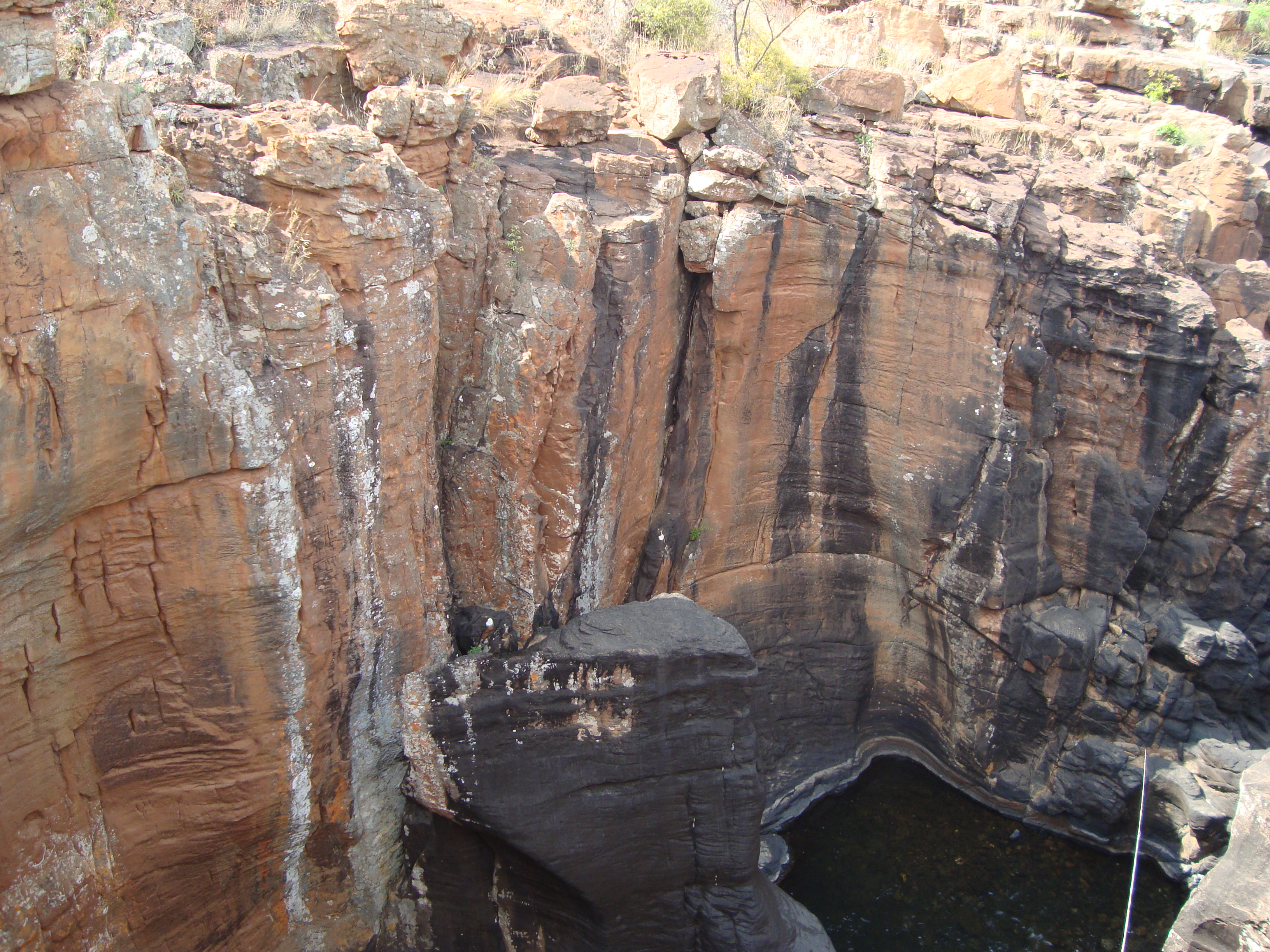
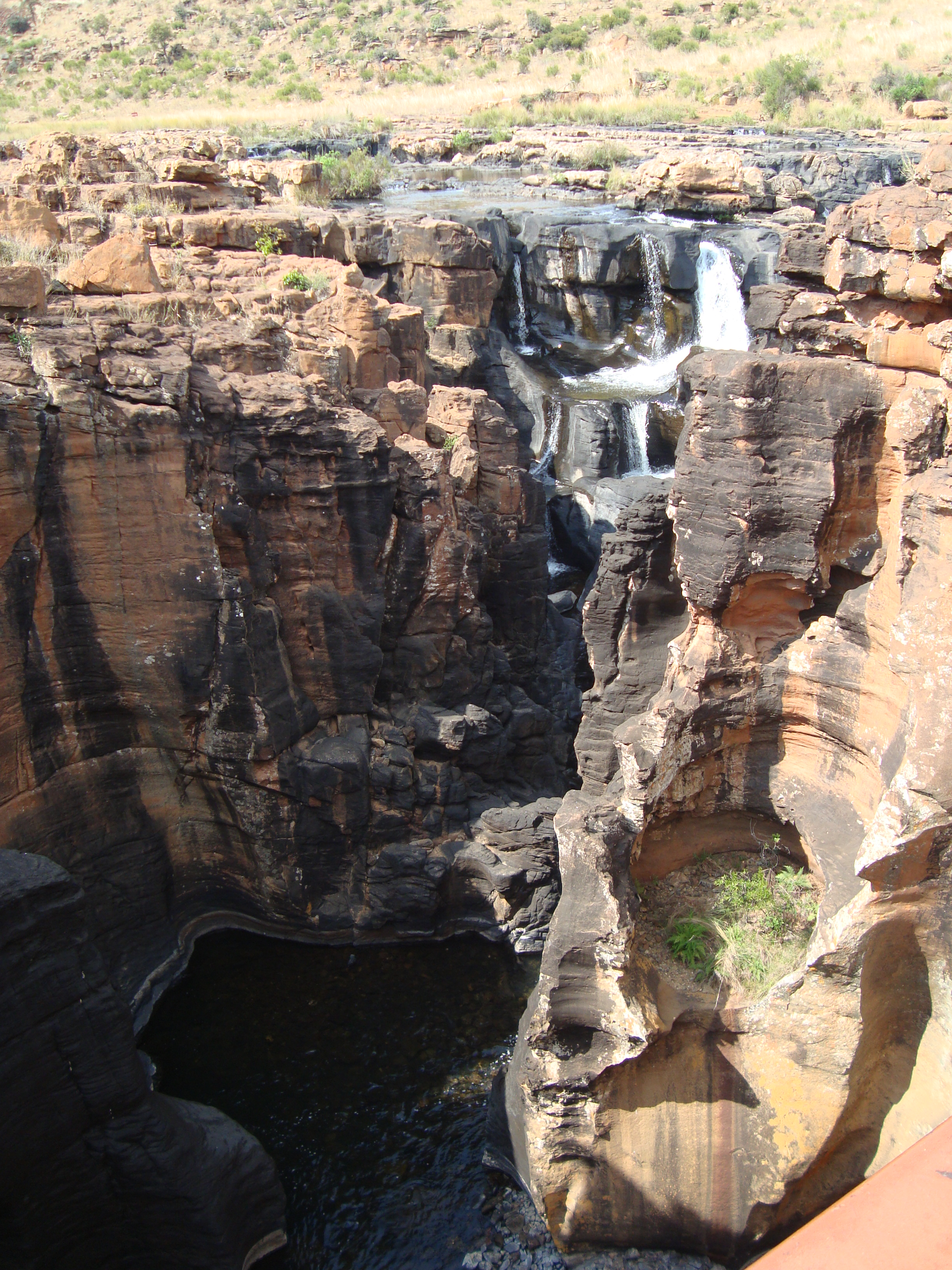
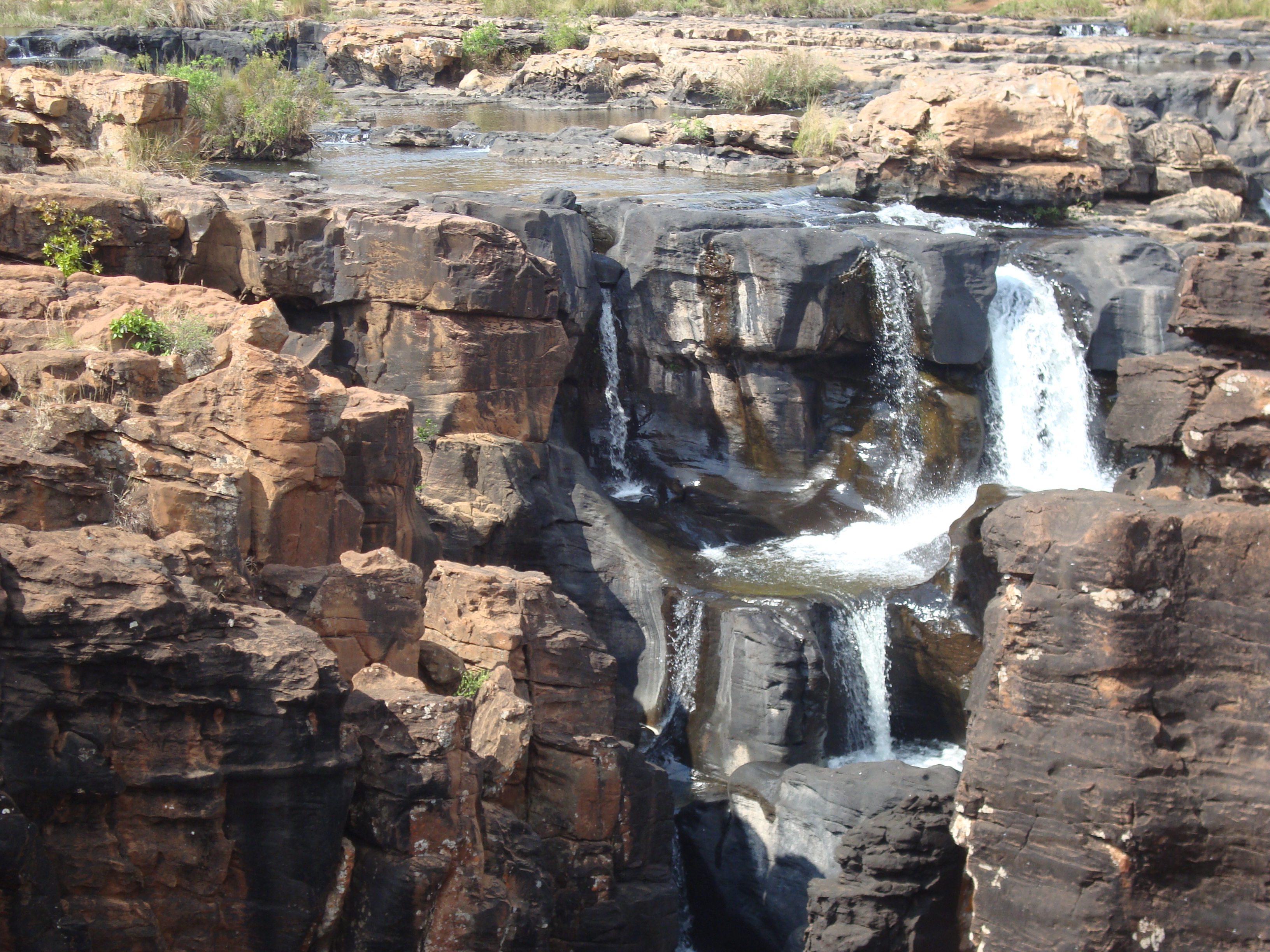
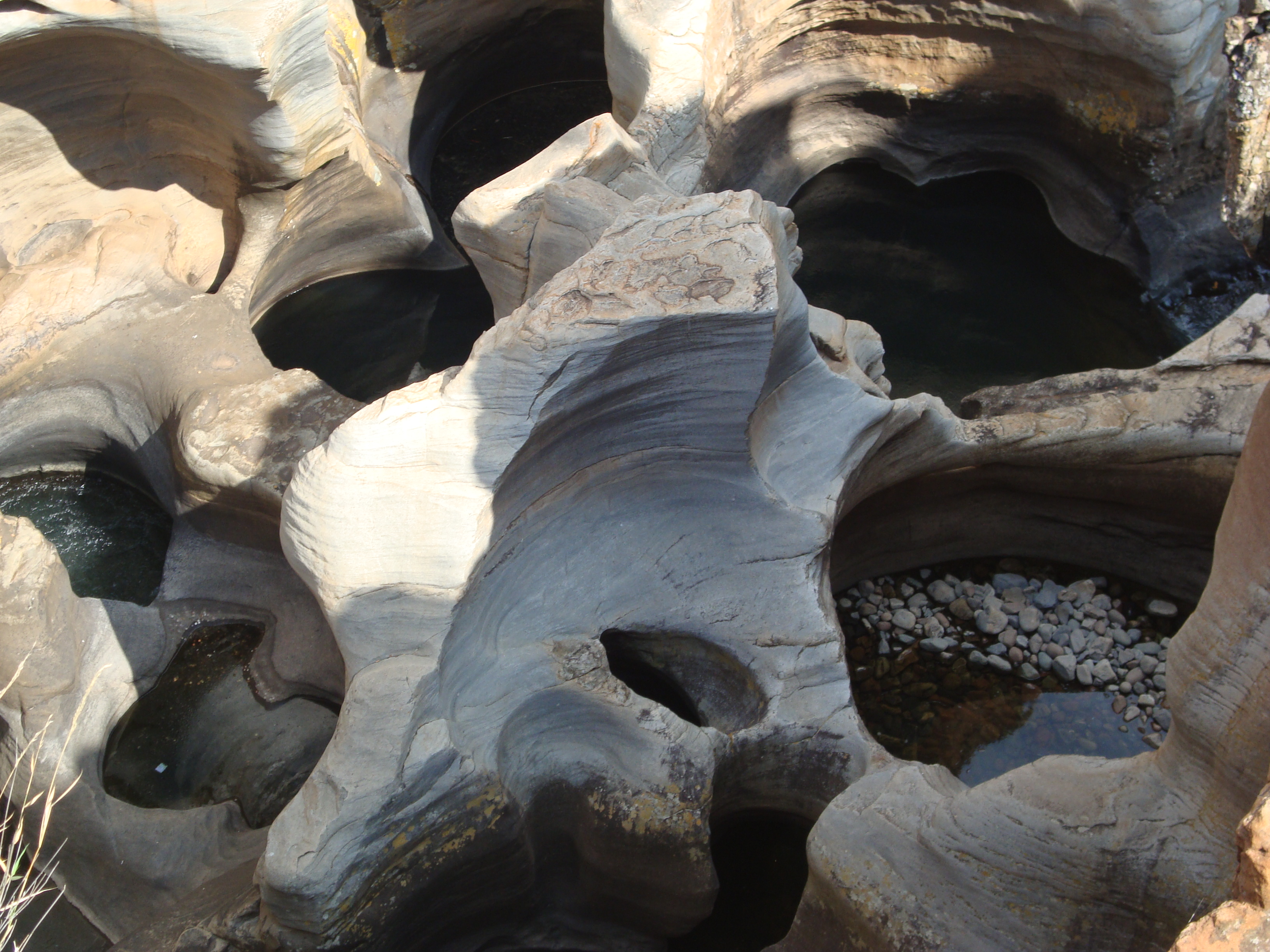
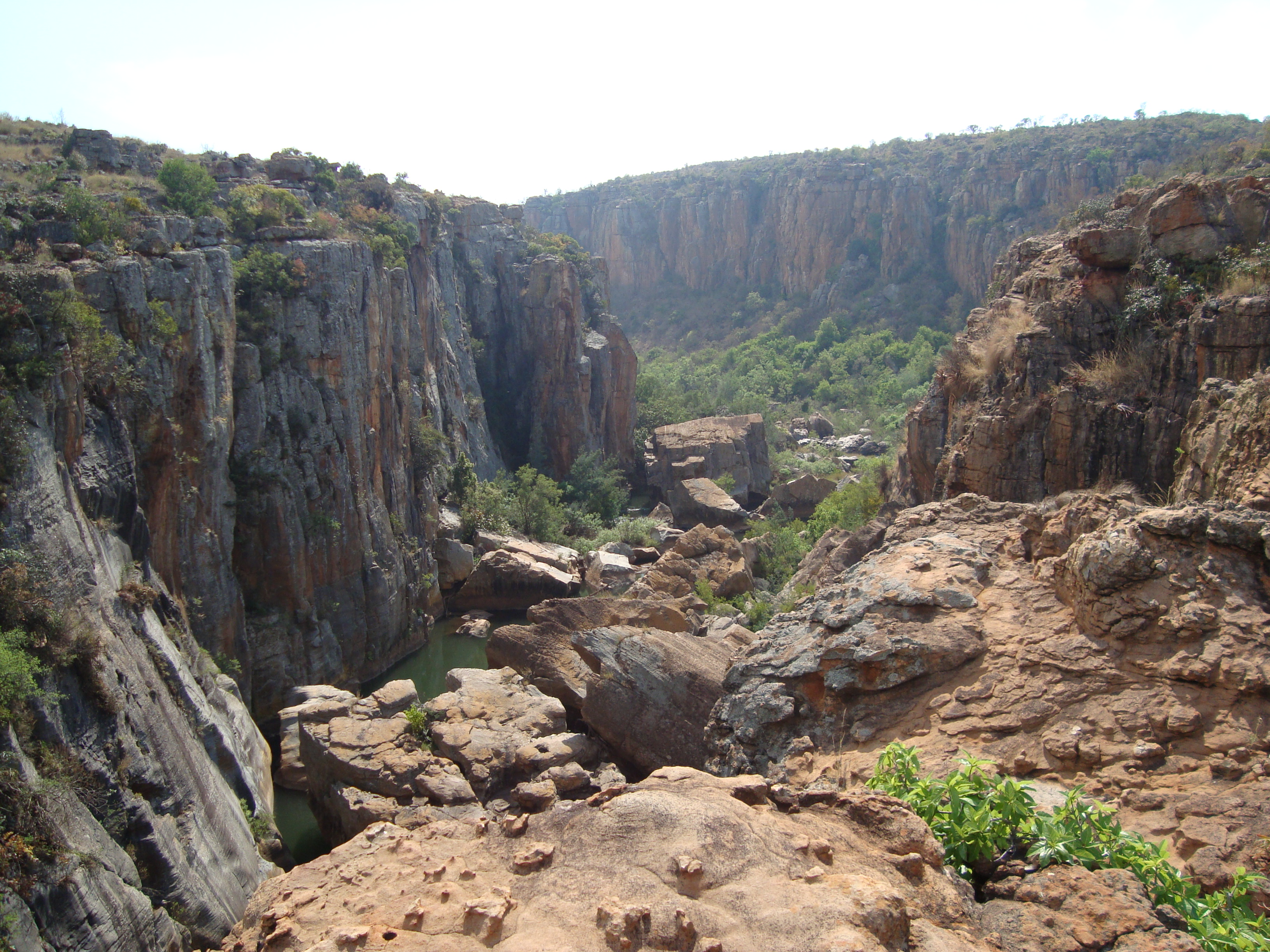
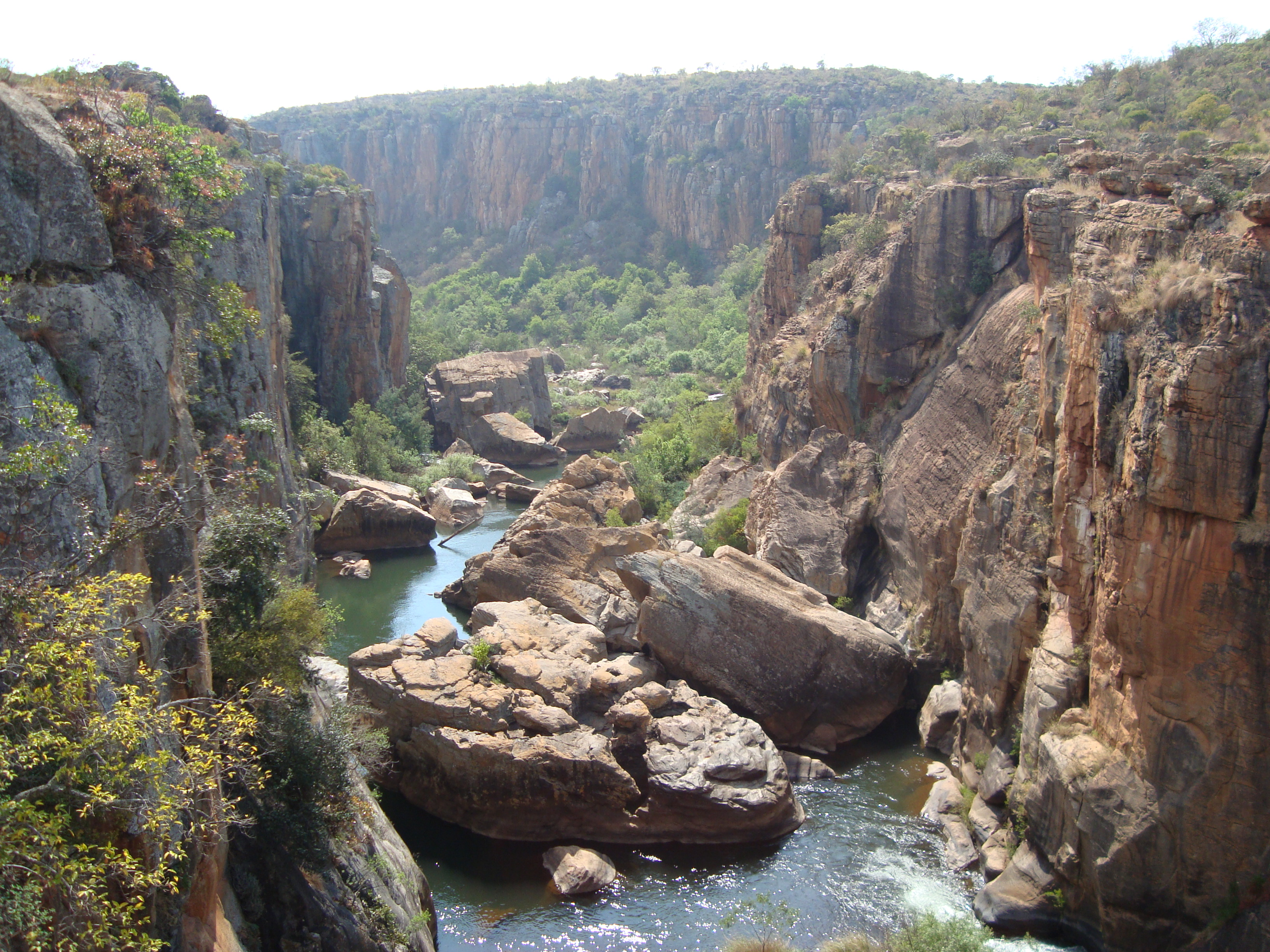
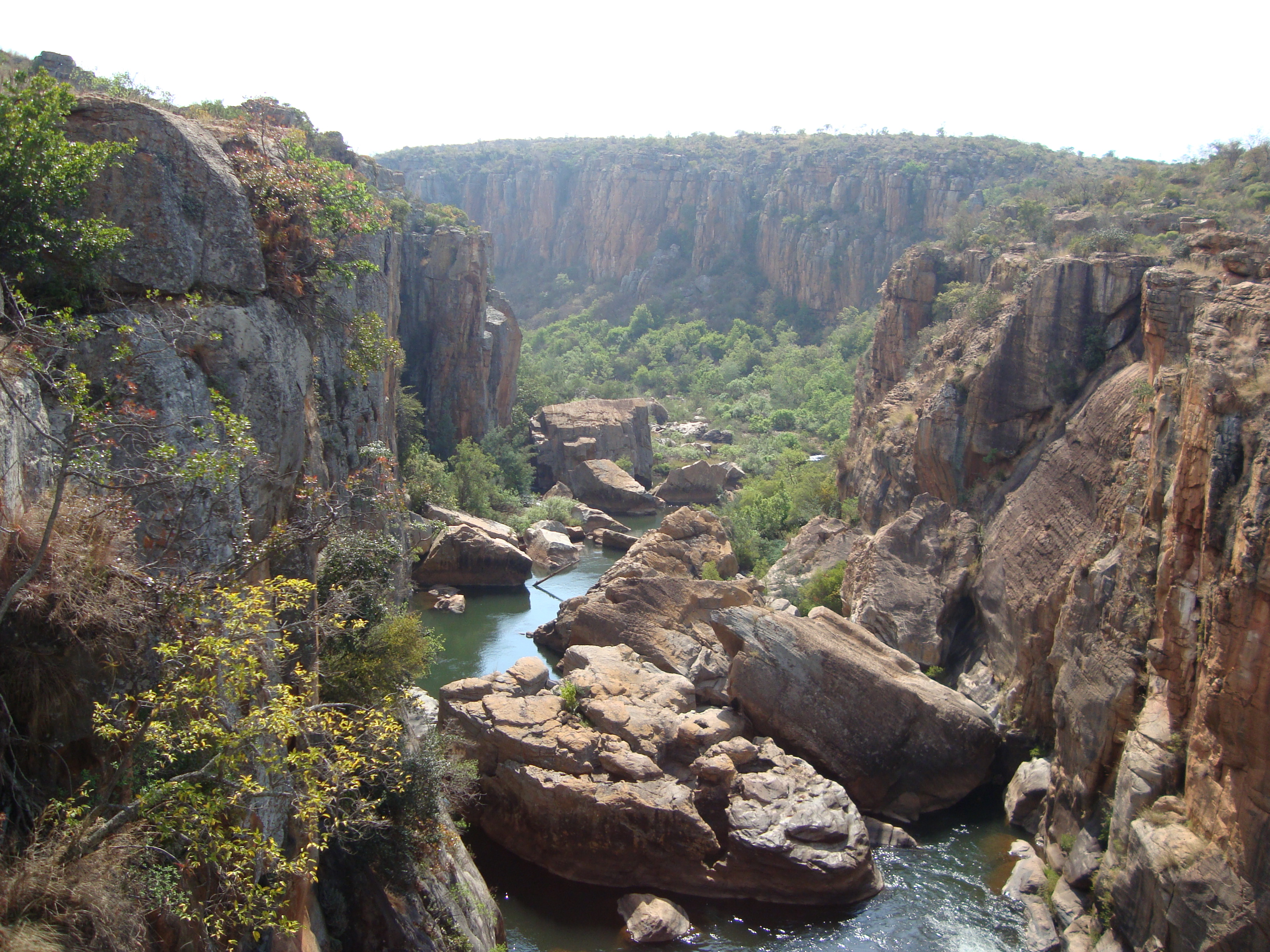
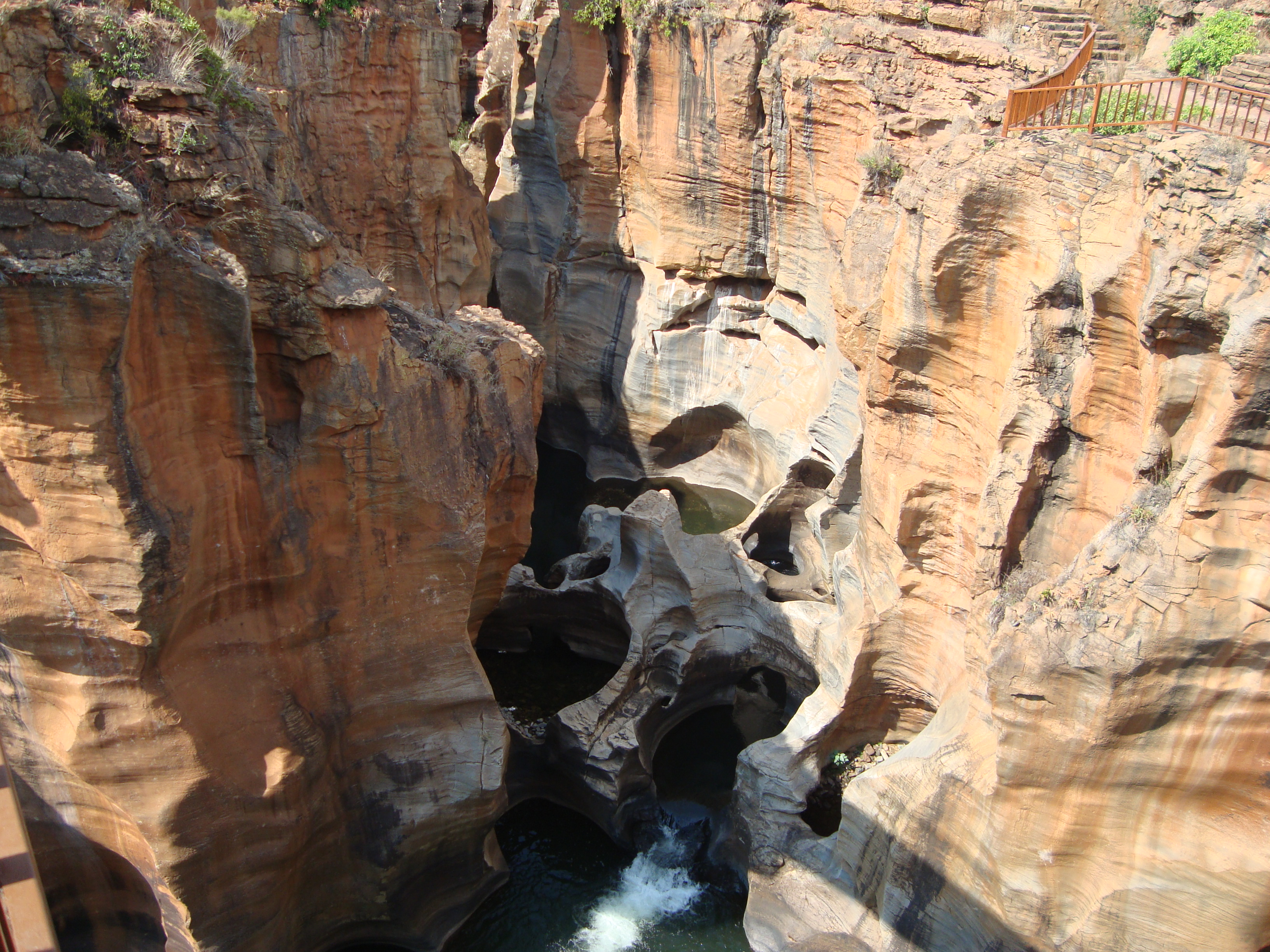
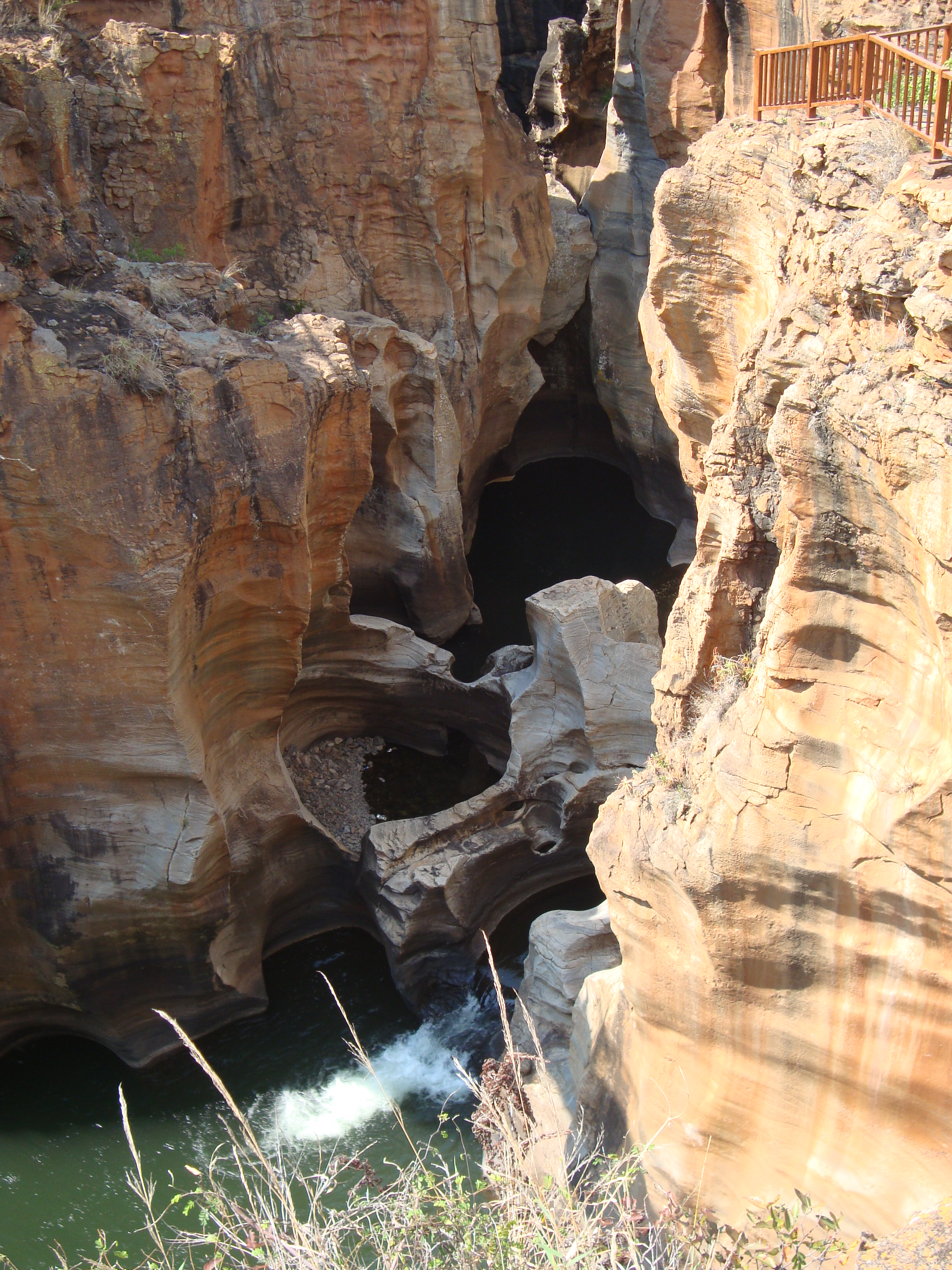
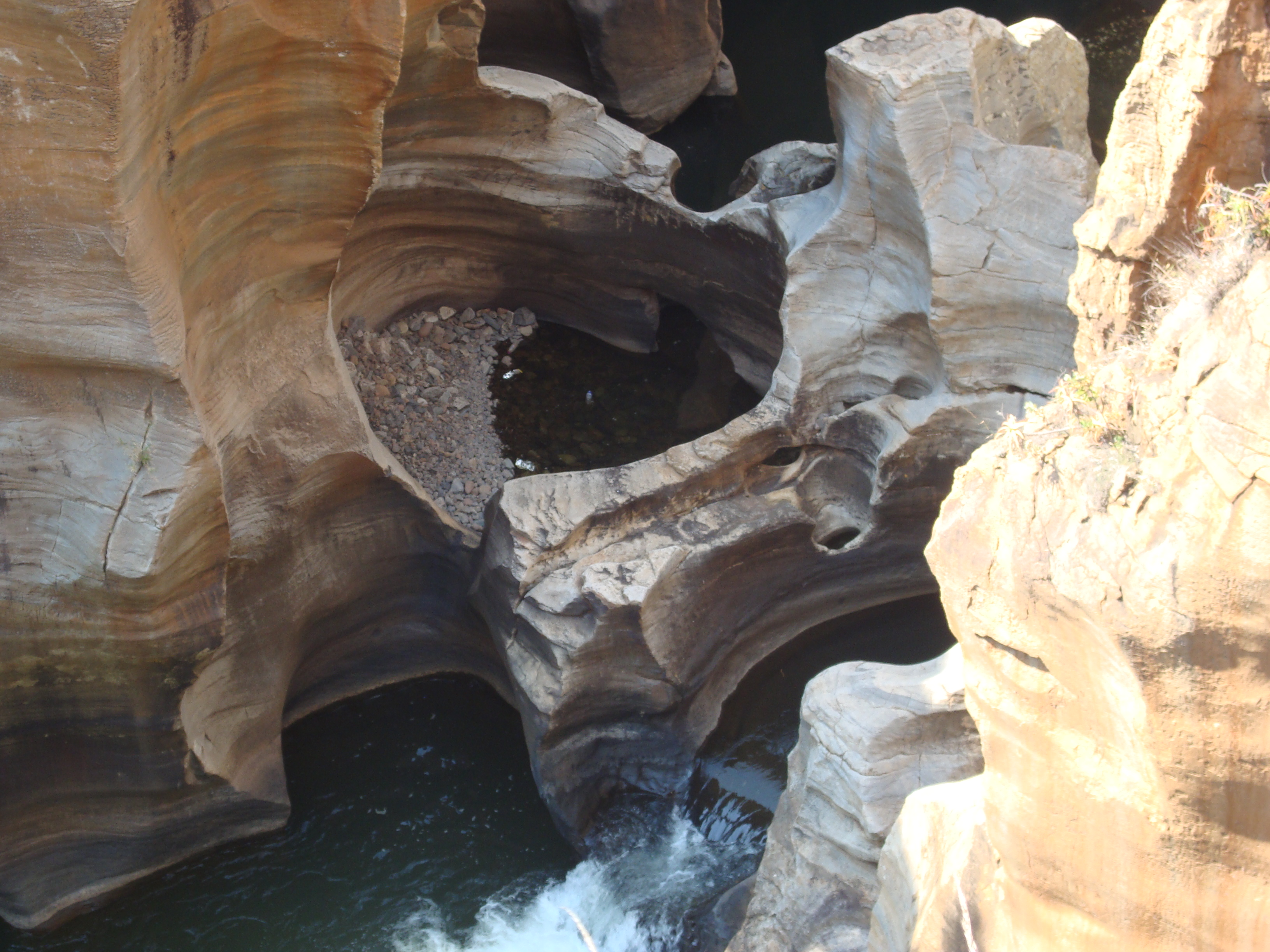
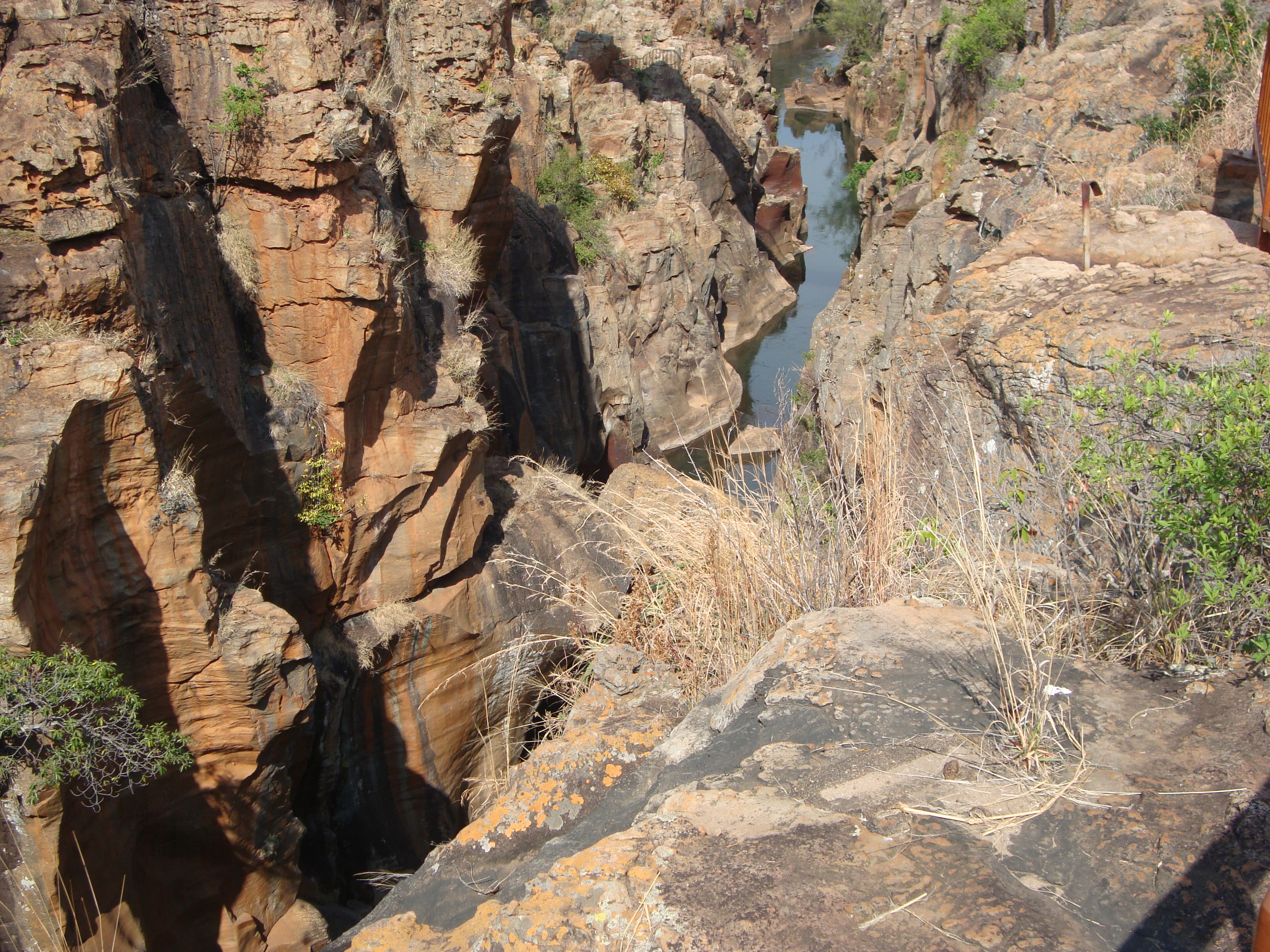